# 怪奇な恋の物語
『怪奇な恋の物語』（かいきなこいのものがたり、イタリア語: Un tranquillo posto di campagna, フランス語: Un coin tranquille à la campagne）は、1968年のジャッロ映画。エリオ・ペトリ監督の作品で、出演はフランコ・ネロ、ヴァネッサ・レッドグレイヴなど。

## ストーリー
画家レオナルドはエージェント兼愛人のフラビアとの殺人の妄想に苦しんでいた。静養のため2人は田舎に家を借りるが、塀の下に花束が置かれる、キャンバスが荒らされるなどの問題に悩んでいた。また、フラビアが家に来るたびに危機に陥るため、怖くなった彼女は家に近寄らなくなった。
その後、近所の肉屋アッティリオが塀の下に花束を置いていたことが判明する。かつてアッティリオはその家で美女ワンダとあいびきを重ねていたものの、ある日そこで彼女と親しくしていたドイツ兵を殺した後、遺体を埋めた後にワンダが空襲で死んだという。興味を持ったレオナルドは霊媒に依頼してワンダの霊を呼び出してもらう。交霊会の跡、フラビアは何者かに首を絞められそうになり、レオナルドは自分がやったことを思い知らされる。そして、レオナルドは逃げようとするフラビアを殺して以来、家に引きこもるようになった。
警察に連行された後、レオナルドは精神病院に入院した。

## キャスト
※括弧内は日本語吹替（放送日1974年1月28日 TBS『月曜ロードショー』）
- レオナルド：フランコ・ネロ（児玉泰次）
- フラビア：ヴァネッサ・レッドグレイヴ（岩崎加根子）
- アッティリオ：ジョルジュ・ジェレ（フランス語版）（山崎直衛）
- ワンダ：ガブリエラ・グリマルディ（イタリア語版）
- ヴァリエ夫人：マドレーヌ・ダミアン
- イーグル：リタ・カルデローニ（英語版）